# City of Caterpillar
City of Caterpillar est un groupe de screamo et post-hardcore américain, originaire de Richmond, en Virginie. Formé en 2000, ils comptent un split avec Pg. 99, un album studio, et une compilation de démos et chansons live. Leurs chansons, dont certaines durent plus de 10 minutes, comprennent des influences de post-rock.

## Biographie
Le groupe se sépare à la fin 2003, mais annonce quelques dates de réunion américaines en 2016. Ces dates sont annoncées après la sortie de la réédition de leur album éponyme chez Repeater Records,. Le groupe annonce une tournée européenne pour l'été 2017. Le 28 octobre 2022, ils participent au festival rock FEST de Floride, Gainsville (28, 29, 30 octobre 2022).[source insuffisante]
City of Caterpillar partage, et a partagé, ses membres avec d'autres groupes américains comme Pg. 99, Darkest Hour, Stop It!!, Enemy Soil, Kilara, Monotonashhfuck et plus tard Majority Rule.

## Membres
- Jeff Kane – guitare
- Brandon Evans – chant, guitare
- Kevin Longendyke – chant, basse
- Ryan Parrish – batterie
- Pat Broderick – batterie (tournées)
- Adam Juresko – basse (sur Demo and Live)

## Discographie

### Album studio
- 2002 : City of Caterpillar (Level Plane Records)

### Singles et EP
- 2000 : Split 7" avec System 2600 (Sea of Dead Pirates)
- 2000 : Document #9: A Split Personality split 7" avec Pg. 99 (Level Plane)
- 2001 : Live In New York City (Level Plane)
- 2013 : Unreleased Demos (Robotic Empire)
- 2016 : As the Curtains Dim; (Little White Lie) (Robotic Empire)
- 2017 : Driving Spain Up a Wall (Repeater Records)

### Compilation
- 2002 : Demo and Live Recording